# Grup de música
Un grup de música o grup musical, també denominat agrupació musical o formació musical, és un conjunt de dos o més músics que interpreten música vocal o instrumental. En cada estil i gènere musical, s'han desenvolupat diferents normes per a la mida i la composició de les diferents agrupacions i pel repertori musical que aquests grups interpreten.
Algunes de les agrupacions musicals més habituals, de diferents estils musicals serien: l'orquestra simfònica, un cor o coral, una big band o orquestra de jazz; una cobla, o un grup de rock.
Es troba una infinitat de grups de música de tota classe: música rock, música de cambra, música d'orquestra simfònica, entre d'altres. Per citar alguns exemples: de música rock hi ha grups com U2, els Rolling Stones; de música electrònica grups com Dadafon…; de música de cambra hi ha grups com Stradivarius o com el prestigiós grup nascut al Conservatori Municipal de Música de Barcelona anomenat Seizansha, entre d'altres; d'orquestres simfòniques n'hi ha moltes. Algunes de caràcter nacional són: l'Orquestra Simfònica del Vallès, l'Orquestra Simfònica de Badalona.
Altres tipus de formacions són la brass band, els mariatxis, les bandes de marxa i les bandes de música militar.

## Duo
Quan els seqüenciadors electrònics van esdevenir àmpliament assequibles a la dècada del 1980 les bandes de dos membres van poder afegir elements musicals que no els resultava possible utilitzar actuant. Aquests els permetien pre-programar alguns elements de la seva actuació, com ara una part de bateria electrònica i una línia de sintetitzador de baixos. Duos de música pop com Soft Cell, Blancmange, Yazoo i Erasure van utilitzar seqüenciadors preprogramats.
Altres exemples de duos són Carpenters, Pet Shop Boys, Hella, Flight of the Conchords, Little Fish, The White Stripes, Two Gallants, Lightning Bolt, The Ting Tings, The Black Keys, Twenty One Pilots, Tenacious D, Simon and Garfunkel, Hall & Oates, Air Supply, Royal Blood, Blood Red Shoes, Indigo Girls, The Judds, Pimpinela, Dúo Dinámico, Sergio y Estíbaliz, etc.